# Оніцкань
Оніцкань (рум. Onițcani) — село у Кріуленському районі Молдови. Утворює окрему комуну.

## Населення
За даними перепису населення 2004 року у селі проживали 2089 осіб.
Національний склад населення села:
| Національність       | Кількість осіб | Відсоток   |
| -------------------- | -------------- | ---------- |
| молдавани румуни     | 2004 10        | 95,9% 0,5% |
| росіяни              | 26             | 1,2%       |
| українці             | 19             | 0,9%       |
| цигани               | 14             | 0,7%       |
| болгари              | 3              | 0,1%       |
| гагаузи              | 1              | < 0,1%     |
| інша / без відповіді | 12             | 0,6%       |
| Всього               | 2089           | 100%       |